# Gothique flamboyant pop dancing tour
Albums de Laurent Voulzy
Saisons
(2003) La Septième Vague
(2006)
Gothique flamboyant pop dancing tour (également appelé, simplement, Live) est un double album live de l'auteur-compositeur-interprète français Laurent Voulzy, sorti en novembre 2004, soit dix ans après son précédent live intitulé Voulzy Tour.

## Présentation
Pour cet album, Laurent Voulzy interprète dix des chansons de son album de 2001, Avril, et reprend quelques-uns des titres à succès issus de ses trois précédents et premiers opus (1979, 1983, 1992) ou juste sortis en singles. En outre, il présente une version du renommé Rockollection allongée à plus de 21 min.
La prestation est enregistrée à l'Olympia, à Paris, en mars 2003 et lors de la tournée éponyme.
L'album se vend à 16 100 exemplaires et il est certifié disque d'or, en France, par le SNEP, dès décembre 2004. Quant au DVD, il obtient la certification platine trois mois plus tard, en mars 2005.

## Liste des titres
Toutes les paroles sont écrites par Alain Souchon, sauf les titres Quatre nuages, Amélie Colbert, Peggy et Grimaud, paroles de Laurent Voulzy.
Toutes les musiques sont composées par Laurent Voulzy.
| No  | Titre                  | Durée |
| --- | ---------------------- | ----- |
| 1.  | Slown Down             | 4:47  |
| 2.  | Le Pouvoir des fleurs  | 3:41  |
| 3.  | La Fille d'avril       | 4:04  |
| 4.  | Le Rêve du pecheur     | 5:01  |
| 5.  | Le Cœur grenadine      | 6:00  |
| 6.  | My Song of You         | 3:14  |
| 7.  | Karin Redinger         | 3:24  |
| 8.  | Jésus                  | 4:16  |
| 9.  | Mary Quant             | 5:19  |
| 10. | Quatre nuages          | 3:13  |
| 11. | Je suis venu pour elle | 3:19  |
| 12. | Amélie Colbert         | 6:12  |

## Crédits
| - Laurent Voulzy : chant, guitare - Manu Katché : batterie, chœurs - Dominique Bertram : basse, chœurs - Pascal Danaë, Thomas Cœuriot : guitares, chœurs - Frédéric Gaillardet, Virginie Constantin : claviers, chœurs - Fabien Haimovici : percussions, chœurs - Anne Gravoin, Annie Morel, Mathilde Sternat, Typhaine Pautrel : cordes | - Production : Laurent Voulzy, Michel Cœuriot - Direction d'orchestre : Michel Cœuriot - Mixage : Michel Cœuriot, Hubert Salou - Mastering : Michel Geiss - Enregistrement : René Weis - Photographie : Claude Gassian, Bernadette Bussy, Jean-Louis Saporito - Livret d'album : Laurent Voulzy |

## Classements
| Classement (2004)            | Meilleure position |
| ---------------------------- | ------------------ |
| Belgique (Wallonie Ultratop) | 45                 |
| France (SNEP)                | 82                 |